# Glycosmis pilosa
Glycosmis pilosa är en vinruteväxtart som beskrevs av Narayan. Glycosmis pilosa ingår i släktet Glycosmis och familjen vinruteväxter. Inga underarter finns listade i Catalogue of Life.